# Luis Santos Silva
Luis Santos Silva – paragwajski piłkarz, pomocnik.
Wziął udział w turnieju Copa América 1955, gdzie Paragwaj zajął piąte miejsce. Silva zagrał tylko w meczu z Chile, gdzie wszedł na boisko za Ivóna Poissona.
Jako gracz klubu Cerro Porteño był w kadrze reprezentacji podczas finałów mistrzostw świata w 1958 roku, gdzie Paragwaj, pomimo bardzo dobrej postawy, odpadł już w fazie grupowej. Silva nie wystąpił w żadnym spotkaniu.